# Einar Iversen
Einar „Pastor’n“ Iversen (* 27. Juli 1930 in Mandal; † 3. April 2019) war ein norwegischer Jazzpianist.

## Leben und Wirken
Iversen wuchs in Oslo auf, wo er klassisches Klavier studierte, in der Schulband der Katedralskolen spielte und seit Ende der 1940er Jahre gelegentlich als Jazzmusiker aktiv war. Nach einem Jahr als Seemann und dem Militärdienst in der Tysklandsbrigaden wurde er 1952 als professioneller Musiker unter dem Namen Pastor'n Iversen bekannt.
Er spielte zunächst mit Cecil Aagard und debütierte 1953 auf einem Album von Rowland Greenberg. Danach arbeitete er mehrere Jahre auf einem transatlantischen Linienschiff und trat u. a. mit Anthony Ortega (1954), dem Modern Jazz Quartet und dem Kenneth Fagerlund Orchestra (1955) auf. 1956 spielte er Aufnahmen mit Bjarne Nerem auf; 1958 wirkte er am Album Swingtime in Norway mit Verden Rundt und den Verdensrevyen's All Stars mit.
Von 1957 bis 1960 war er Mitglied von Åge Kjelstrups Tanzorchester im Osloer Humlen Restaurant, aus dem auch das Quartett von Mikkel Flagstad hervorging. Er spielte Rundfunkaufnahmen ein und gab Konzerte mit Karin Krog und Lucky Thompson. 1958 erhielt er den Buddyprisen.
1960 nahm Iversen mit Magni Wentzel auf; im selben Jahr spielte er den Soundtrack zu dem Film Line ein. Im neuen Metropol Jazz Center trat er mit Dexter Gordon (1962), Coleman Hawkins (1963) und Johnny Griffin (1964) auf.
Ab Anfang der 1960er Jahre war Iversen als Dirigent und Begleiter am Det Norske Teatret, dem Chat Noir und dem Oslo Nye Teater aktiv. 1965 trat er mit Svend Asmussen und Stuff Smith auf, 1967 nahm er mit dem eigenen Trio das Album Me and My Piano auf.
Ende der 1960er Jahre spielte Iversen mit der Thorleif Østereng Radio Big Band, Anfang der 1970er Jahre mit dem Ditlef Eckhoff Quintet, 1972 bis 1973 mit dem Steen/Bergersen Quintet. Mit dem Quintett von Rowland Greenberg gastierte er auf dem Montreux Jazz Festival 1970. Aus seinem Interesse an Ragtime entstand 1974 das populäre Album The Sting. In den folgenden Jahren nahm er mit dem Bjarne Nerem Quartet (1976) und Laila Dalseth (1978) auf. 1978 unternahm er eine Tournee mit Povel Ramel, Monica Zetterlund und Putte Wickman.
Mitte der 1980er Jahre zog Iversen sich aus gesundheitlichen Gründen aus dem aktiven Musikleben weitgehend zurück. 1990 war er wieder auf dem Album Jazz på Norsk zu hören, im Folgejahr erschien seine eigene CD Who Can I Turn to. Ende 1992 erschien ein Porträt Iversens im Fernsehen der Norwegischen Rundfunks. 1996 spielte er auf Totti Berghs CD Warm Valley, 1998 erschien Einar Iversen solo. Im nächsten Jahr folgten zwei weitere eigene Alben (Pastor'n & Diffen - Plenty of und Merry Christmas); ein Album mit dem Gitarristen Thor Erik Falch erschien 2000, ebenso Seaview im Trio mit Tine Asmundsen und Svein Christiansen. Der Oslo Jazz Circle veröffentlichte 2001 in der Reihe Portrait of a Norwegian Jazz Artist ein Album mit Aufnahmen von ihm aus den Jahren 1960 bis 1994.
Im Jahr 1997 erhielt Iversen den norwegischen Gammlengprisen für seine musikalische Lebensleistung.